# N6 (Demokratische Republik Kongo)
Die N6 ist eine Fernstraße in der Demokratischen Republik Kongo, die in Boyabo beginnt und in Dulia endet. Sie ist 835 Kilometer lang.
Die Fernstraße beginnt in Boyabo an der Ausfahrt der N23. In Gemena zweigt die N24 von der N6 ab und verläuft weiter als Verbindungsstrecke zur N4. Die N6 hingegen verläuft weiter westlich und endet in Dulia an der Zufahrt zur N4.